# 설포늄

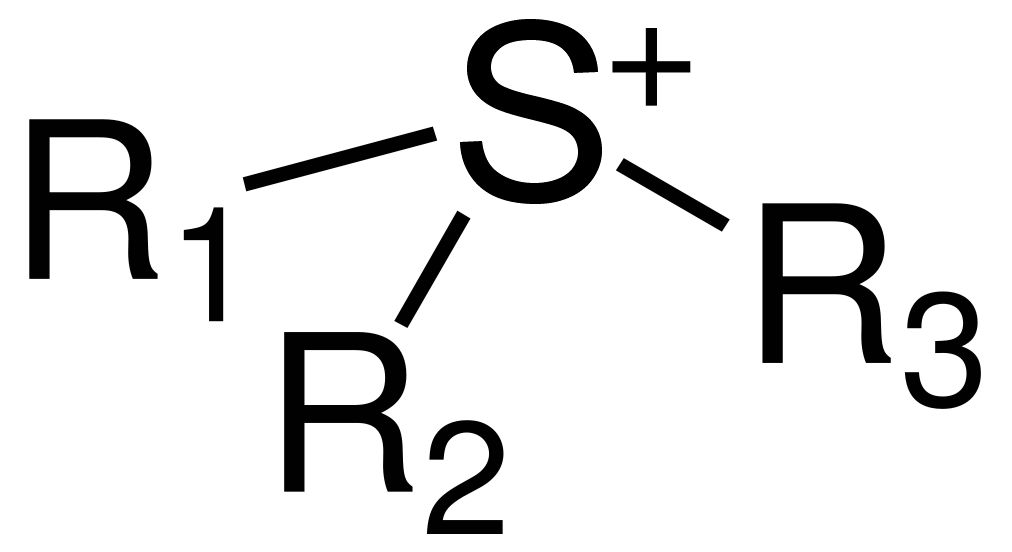
설포늄 이온의 구조

설포늄 이온(Sulfonium ion)은 R3S+형태의 이온이다. 황의 결합수가 3이다.

## 같이 보기
- 설폭사이드